# Brunnhaus (Grünwald)
Brunnhaus ist ein Gemeindeteil der Gemeinde Grünwald im Landkreis München.

## Geographie
Die verfallene Einöde Brunnhaus liegt auf der Gemarkung Grünwalder Forst und ist eine vom gemeindefreien Gebiet Grünwalder Forst umgebene Exklave der Gemeinde Grünwald.
Zuletzt wurden anlässlich der Volkszählung 1961 zwei Einwohner in einem Wohngebäude nachgewiesen, bei den nachfolgenden Volkszählungen 1970 und 1987 jedoch keine Bevölkerung mehr. Die Fläche der Exklave beträgt rund 13.500 Quadratmeter.